# Chris Wreh
Christopher Myers Wreh (5 de agosto de 1996) é um jogador de futebol americano que atua como ponta-de-lança no Tamworth da National League .

## Início de carreira
Na sua formação, Wreh entrou na academia de juniores da equipa inglesa Northampton Town. Enquanto jogava pelo clube, ele foi companheiro de equipa do jogador de futebol inglês Callum Powell, com quem mais tarde se reuniria após assinar pelo time inglês Southend United em 2016. 
Wreh jogou em várias equipas inglesas: em 2016, assinou pela equipa inglesa AFC Rushden &amp; Diamonds onde foi considerado que "não conseguiu brilhar": em 2017, assinou com a equipa inglesa Newport Pagnell Town; em 2018, assinou pelo Dunstable Town; em 2019, assinou pelo Stratford Town; em 2020, assinou pelo Rushall Olympic; depois disso, assinou pelo Banbury United onde ajudou o clube a alcançar a promoção: em 2022, assinou pelo Southend United; em 2023, assinou pelo Hartlepool United e por fim foi emprestado ao Tamworth, onde se encontra atualmente.

## Estilo de jogo
Wreh atua principalmente como ponta de lança. 

## Honras
Tamworth
- National League North: 2023–24[5]

## References
Predefinição:Tamworth F.C. squad

## External links
1. ↑  «Southend United striker Chris Wreh makes most of his recall». echo-news.co.uk
2. ↑  «Four-goal hero Wreh has 'unfinished business' with Diamonds». northantstelegraph.co.uk
3. ↑  «Wreh wants to entertain fans». yahoo.com
4. ↑  «Brand new Blue Wreh: Dunstable Town's double-determined son of a Gunner». Non League Daily
5. ↑  «Tamworth FC Squad Statistics 2023/24». Soccerway. Perform Group. Consultado em August 23, 2024 Verifique data em: |acessodata= (ajuda)

«Tamworth FC: Lambs promoted back to National League for first time since 2014». BBC Sport. April 6, 2024. Consultado em August 23, 2024 Verifique data em: |acessodata=, |data= (ajuda)